# Maria Merkert
Maria Merkert (Nysa, 21 settembre 1817 – Nysa, 14 novembre 1872) è stata una religiosa tedesca, cofondatrice nel 1842 della congregazione delle Suore di Santa Elisabetta, della quale fu anche la prima superiora generale. È stata beatificata da papa Benedetto XVI nel 2007.

## Biografia
Nata a Nysa, nell'Alta Slesia (a quei tempi parte della Germania, ma attualmente in Polonia), il 27 settembre del 1842 fondò con Klara Wolf, Franciszka Werner e sua sorella Matylda Merkert la congregazione delle Suore di Santa Elisabetta, dedita al servizio verso i malati ed i poveri.
L'arcivescovo di Breslavia Heinrich Förster, approvato l'istituto, il 27 dicembre del 1859 nominò sua Superiora Generale proprio madre Maria.
Morì nel 1872: le sue spoglie riposano nella chiesa di San Giacomo di Nysa.

## Il culto
Papa Giovanni Paolo II ha proclamato venerabile la Merkert il 20 dicembre del 2004 ed il 1º giugno del 2007 papa Benedetto XVI ha promulgato il decreto della sua beatificazione: la solenne cerimonia in cui è stata innalzata agli onori dell'altare è stata celebrata a Nysa dal cardinale José Saraiva Martins il 30 settembre 2007.